# Marjan Žmavc
Marjan Žmavc slovenski učitelj in politik, * 22. november 1959, Cogetinci.

## Življenjepis
Rodil se je kmečkim staršem v Cogetincih, osnovno šolo je obiskoval v Cerkvenjaku, gimnazijo in fakulteto pa v Mariboru. Po končanem študiju se je zaposlil na OŠ Cerkvenjak, kjer je poučeval 28 let geografijo in DMV, v letih 2003−2010 je bil pomočnik ravnatelja OŠ Cerkvenjak - Vitomarci. Za njegovo pedagoško delo je leta 2005 prejel Jesenkovo priznanje za doseške na področju šolske geografije. Leta 2008 je prejel srebrni občinski grb Občine Cerkvenjak. Bil je v ustanovnem odboru pri ustanovitvi združenja Slovenskogoriški forum, katerega je bil v letih 1999−2010 tudi predsednik. Od marca do novembra 2010 je bil predsednik društva general Maister Cerkvenjak. Od 17. novembra 2010 je župan  občine Cerkvenjak.